# ستريتر بلايس
ستريتر بلايس مبنى مكون من 55 طابق ويعتبر ناطحة سحاب لتأجير شقة تقع في شيكاغو في إلينوي. تم الانتهاء من بناء في عام 2009 و يبلغ 554 قدم ( 169 متر ) طويل القامة . يقع المبنى من ربع ميل من بحيرة ميشيغان، وتقف المجاور ل لحي Str المبنى يحتوي على 480 وحدة في الطوابق 53 الأولى. تم تغيير علامتها التجارية عليها والتي تم تجديدها في عام 2014 ، مع الاسم الحالي يجري «شقق اتوتر»

## انظر ايضاً
- قائمة أطول المباني في شيكاغو